# Naturschutzgebiet Byhleguhrer See
Das Naturschutzgebiet Byhleguhrer See liegt im Landkreis Dahme-Spreewald in Brandenburg. Es gehört zum Biosphärenreservat Spreewald.
Das Gebiet mit der Kenn-Nummer 1289 wurde mit Verordnung vom 12. September 1990 unter Naturschutz gestellt. Das rund 853,5 ha große Naturschutzgebiet mit dem Byhleguhrer See erstreckt sich südöstlich des Kernortes von Straupitz und nördlich von Byhleguhre. Durch das Gebiet verläuft die Landesstraße L 51 und am nordwestlichen Rand die L 44.
Der Byhleguhrer See selbst ist von einem Erlenbuchwald umgeben. Am Westufer des Sees schließt sich ein Verlandungsmoorwald an, den unter anderem der Rohrschwirl und der Drosselrohrsänger als Lebensraum nutzen. Weiter nördlich im Gebiet liegt der Große Dutzendsee. Den nordwestlichen Teil des Naturschutzgebiets nimmt die Byttna ein, in der sich mehrere starke Alteichen befinden, darunter die abgestorbene Florentine-Eiche.
Im gesamten Naturschutzgebiet wurden 109 Pflanzenarten festgestellt, unter anderem wachsen dort Fieberklee, die Kümmelblättrige Silge oder das Breitblättrige Wollgras.